# Classe Canopus
Pour les articles homonymes, voir Canopus.
La classe Canopus est une classe de cuirassés  de type Pré-Dreadnought de deuxième classe construite pour la Royal Navy avant la fin du XIXe siècle.
La classe Canopus  se joint à la flotte entre la fin de 1899 et 1902. L'apparition en 1906 du premier cuirassé  de type Dreadnought, le HMS Dreadnought rendit vite les navires de cette classe obsolètes comme tous ceux de type pré-dreadnought.
Avant la Première Guerre mondiale, ils sont affectés au service dans les eaux intérieures, en Chine ou dans la Flotte de Méditerranée. Durant la guerre commence, ils reprennent du service à travers le monde sur toutes les zones de conflit. Deux navires seront coulés au cours de la bataille des Dardanelles ; les quatre survivants seront affectés à des tâches subsidiaires.
À la fin de la guerre ils sont vendus pour être démolis dans les années 1920.

## Conception
La Classe Canopus a été conçue pour servir en Extrême-Orient, où la nouvelle puissance émergente du Japon commençait à bâtir une marine puissante et moderne, en prenant en compte le fait qu'elle devait être en mesure de passer par le canal de Suez.
Les cuirassés de la classe Canopus sont moins lourds (environ 2 000 tonnes) et plus rapides que leurs prédécesseurs de la classe Majestic tout en étant un peu plus longs. Afin d'économiser du poids, la classe Canopus possède un blindage allégé mais de meilleure qualité (acier Krupp) assurant une protection identique.
Comme la classe Majestic, elle bénéficie de 4 canons de 12 pouces (305 mm)  montés en tours jumelles avant et arrière. Tout au long de la construction la protection des pièces d'artillerie est passée progressivement de barbettes à de véritables tourelles.
La classe Canopus bénéficia aussi des premières chaudières à tube à eau générant plus de puissance en consommant moins de charbon que les anciennes chaudières cylindriques utilisées sur les navires précédents. Elles se sont avérées être d'un bon rendement vapeur, ne consommant que 10 tonnes de charbon par heure à pleine vitesse, pour une vitesse supérieure de 2 nœuds sur les autres cuirassés de même époque.

## Histoire
HMS Albion
Il servit sur la station de Chine de 1901 à 1905, à la Channel Fleet de 1905 à 1906, dans la Home Fleet en 1907, dans la Flotte de l'Atlantique de 1907 à 1909, et de nouveau dans la Home Fleet de 1909 à 1914. Au début de la Première Guerre mondiale, il fut engagé sur toutes les zones de conflit. Il combattit contre les forces turques ottomanes durant la Bataille des Dardanelles. Il finit la guerre en servant de navire de garde dans les eaux territoriales d'Irlande et d'Angleterre de 1916 à 1918 avant d'être affecté à la réserve à la fin de 1918. Il fut démoli en 1920.
HMS Canopus
Il servit d'abord dans la Flotte de la Méditerranée de 1899 à 1903 puis de 1908 à 1909, dans la Flotte de l'Atlantique' de 1905 à 1906, dans la Channel Fleet de 1906 à 1907, dans la Home Fleet de 1907 à 1908 puis de 1909 à 1914. Au début de la Première Guerre mondiale, il fut engagé sur toutes les zones de conflit. Il était navire de garde à Port Stanley, (Îles Falkland), lorsque l' Escadre allemande de l'amiral Maximilian von Spee s'y présenta le 8 décembre 1914  et participa à la bataille des Falklands. Il servit encore en Méditerranée de 1915 à 1916 et fut engagé contre les forces turques ottomanes durant la bataille des Dardanelles. Il fut retiré du service en 1916 et démoli en 1920.
HMS Glory
Il fut en service sur la station de Chine de 1900 à 1905, dans la Manche de 1905 à 1906 puis au début de la Première Guerre mondiale, la Home Fleet de 1906 à 1907 puis de 1909 à 1914, et la Flotte de la Méditerranée de 1907 à 1909. Il fut aussi stationné en Amérique du Nord et aux Antilles d'août 1914 à mai 1915, puis fut transféré en Méditerranée, où il servit jusqu'en 1916, participant à la Bataille des Dardanelles. À la fin de la guerre, il servit dans le Nord de la Russie de 1916 à 1919. De retour au Royaume-Uni, il fut rebaptisé HMS Crescent en avril 1920 et affecté à des tâches subsidiaires. Il fut vendu pour la démolition en 1922.
HMS Goliath
Il servit sur la station de Chine de 1900 à 1903, en Méditerranée de 1906 à 1907 et de 1908 à 1909, dans la Home Fleet de 1907 à 1908, puis 1909 à 1914. Au début de la Première Guerre mondiale, il fut transféré de la Manche à l'Océan Indien. Il combattit en Afrique orientale allemande de 1914 à 1915, et fut engagé dans les opérations contre le croiseur léger allemand SMS Königsberg. De retour en Méditerranée en 1915 il mena des actions contre les forces turques ottomanes durant la Bataille des Dardanelles. Il fut torpillé et coulé le 13 mai 1915.
HMS Ocean
Il servit d'abord dans la Flotte de la Méditerranée (1900-1901), avant de rejoindre la station de Chine (1901-1905).Il fut affecté dans la Manche de 1906 à 1908, en Méditerranée à nouveau  de 1908 à 1910, et dans la Home Fleet de 1910 à 1914. Il était dans la Manche au début de la Première Guerre mondiale, et fut transféré en Irlande comme navire de garde. Puis il partit en océan Indien et revint en Méditerranée. En 1915, lors la bataille des Dardanelles, il heurta une mine puis coula sous le feu des batteries côtières de l'Empire ottoman le 18 mars 1915.
HMS Vengeance
Il servit d'abord en Méditerranée (1902-1903) avant de rejoindre la station de Chine (1903-1905). De 1906 à 1908, il croisa dans la Manche puis servit dans la Home Fleet jusqu'en 1914. Au début de la Première Guerre mondiale, il quitta la Manche pour servir en Égypte, puis en Atlantique jusqu'en 1915. Transféré ensuite en Méditerranée, il mena des actions contre les forces turques ottomanes dans la campagne des Dardanelles en 1915. Il finit la guerre en Afrique de l'Est (1916-1917), puis assura des fonctions subsidiaires dans les eaux territoriales avant d'être démoli en 1922.

## Les unités de la classe
| Nom                                | Lancement       | Armement          | Chantier naval                                     | Fin de carrière                            | Photo |
| ---------------------------------- | --------------- | ----------------- | -------------------------------------------------- | ------------------------------------------ | ----- |
| HMS Albion                         | 21 juin 1898    | juin 1901         | Thames Ironworks and Shipbuilding Company Leamouth | vendu le 11 décembre 1919 pour démolition  |       |
| HMS Canopus                        | 13 octobre 1897 | 5 décembre 1899   | Portsmouth Dockyard Portsmouth                     | vendu le 18 février 1920 pour démolition   |       |
| HMS Glory puis HMS Crescent (1920) | 11 mars 1899    | 1er novembre 1900 | Cammell Laird Sheffield                            | vendu le 19 décembre 1922 pour démolition  |       |
| HMS Goliath                        | 23 mars 1898    | 27 mars 1900      | Chatham Dockyard Chatham                           | torpillé le 12 mai 1915 et coulé           |       |
| HMS Ocean                          | 5 juillet 1898  | 20 février 1900   | HMNB Devonport Devonport                           | coulé le 18 mai 1915 par mine              |       |
| HMS Vengeance                      | 25 juillet 1899 | 8 avril 1902      | Vickers Barrow-in-Furness                          | vendu le 1er décembre 1921 pour démolition |       |